# Outlet
Ein Outlet (englisch für Ausfluss, Grundablass, Ventil) ist im deutschen Sprachraum eine Verkaufsstelle, in der Waren aus nicht mehr aktuellen Kollektionen, B-Ware, Rückläufer des Handels oder Ware aus Überproduktionen zu in der Regel günstigeren Preisen angeboten werden.

## Abgrenzung zum Fabrikverkauf
Im Gegensatz zum klassischen Fabrikverkauf wird ein Outlet nicht zwingend vom Hersteller der Waren betrieben. Seit Anfang der 2000er Jahre existiert neben den stationären Outlet-Verkäufen, die es in Deutschland vereinzelt seit Ende der 1970er Jahre (Hersteller-Fabrikverkauf) und in größerem Umfang seit Anfang der 1990er Jahre (Factory-Outlet-Center) gibt, das Prinzip der geschlossenen Shopping-Community im Internet. Hierfür hat sich der Begriff „Online-Outlet“ etabliert, der von einem Großteil der geschlossenen Shopping-Communitys verwendet wird.
Der deutsche Bundesgerichtshof hat mit Urteil vom 24. September 2013 festgestellt, dass die Bezeichnungen „Outlet“ und „Factory Outlet“ im Sinne eines Fabrikverkaufs zu verstehen sind und dass dort aus der Produktion des Anbieters stammende Waren erwartet werden können, die unter Ausschaltung des Groß- und Zwischenhandels besonders preiswert angeboten werden.
In den letzten Jahren ist ein Trend dahin zu verzeichnen, dass der Begriff Outlet gerne in Zusammenhang mit Geschäften genannt wird, die nicht mehr vom Hersteller selbst, sondern von Dritten betrieben werden.
Es gibt zahlreiche Outlet-Zentren sowie Online-Outlet-Läden. Die zehn größten Outlet-Center verkaufen Waren von 64 bis 153 verschiedenen Marken.

## Kritik
Trotz des Gerichtsurteils aus dem Jahr 2013 steht speziell für Outlets produzierte Ware immer noch in der Kritik. Bei einem Test des WDR im Jahr 2017 fiel auf, dass diese Ware häufig nicht in normalen Shops angeboten wird und mindere Qualität aufweist.